# Molecular Phylogenetics and Evolution
Molecular Phylogenetics and Evolution es una revista científica de revisión por pares dedicada a la biología evolutiva y la filogenia. La revista es editada por D.E.Wildman.

## Index
La revista está indexada en: 
- Journal Citation Reports
- Scopus
- Web of Science